# Vesime
Vesime (Vesme in piemontese) è un comune italiano di 581 abitanti della provincia di Asti in Piemonte, al confine con la provincia di Cuneo.

## Storia
Nell'autunno 1944 a Vesime fu costruito un aeroporto partigiano per favorire le missioni alleate ed il trasporto dei feriti. L'aeroporto in codice venne chiamato Excelsior.

### Simboli
Lo stemma e il gonfalone del comune di Vesime sono stati concessi con decreto del presidente della Repubblica del 6 agosto 1988.
Il cinghiale fa riferimento alle battute di caccia che si conducevano in questo comune già dal Medio Evo, a cui nell'Ottocento prendeva parte anche il re Vittorio Emanuele II di Savoia; questo animale era così diffuso nei boschi circostanti da dare ai vesimesi il soprannome popolare i vèr ("i verri").
Le bande rosse e oro ricordano le imprese gentilizie dei più antichi feudatari di Vesime, i Del Carretto e gli Scarampi.
Il gonfalone è un drappo partito di bianco e di azzurro.

## Società

### Evoluzione demografica
Negli ultimi cento anni, a partire dall'anno 1921, la popolazione residente si è ridotta di due terzi.
Abitanti censiti

## Amministrazione
Di seguito è presentata una tabella relativa alle amministrazioni che si sono succedute in questo comune.
| Periodo        | Periodo        | Primo cittadino              | Partito                                 | Carica      | Note  |
| -------------- | -------------- | ---------------------------- | --------------------------------------- | ----------- | ----- |
| 6 giugno 1985  | 27 maggio 1990 | Giuseppe Giovanni Bertonasco | Partito Socialista Democratico Italiano | Sindaco     | [ 7 ] |
| 27 maggio 1990 | 24 aprile 1995 | Giuseppe Giovanni Bertonasco | Partito Socialista Democratico Italiano | Sindaco     | [ 7 ] |
| 24 aprile 1995 | 14 giugno 1999 | Giuseppe Giovanni Bertonasco | -                                       | Sindaco     | [ 7 ] |
| 14 giugno 1999 | 9 giugno 2000  | Giuseppe Giovanni Bertonasco | lista civica                            | Sindaco     | [ 7 ] |
| 14 maggio 2001 | 28 maggio 2002 | Giovanni Icardi              |                                         | Comm. pref. | [ 7 ] |
| 28 maggio 2002 | 29 maggio 2007 | Gianfranco Murialdi          | lista civica                            | Sindaco     | [ 7 ] |
| 29 maggio 2007 | 7 maggio 2012  | Gianfranco Murialdi          | lista civica                            | Sindaco     | [ 7 ] |
| 7 maggio 2012  | 11 giugno 2017 | Pierangela Tealdo            | lista civica Impegno per Vesime         | Sindaco     | [ 7 ] |
| 11 giugno 2017 | 12 giugno 2022 | Pierangela Tealdo            | lista civica Impegno per Vesime         | Sindaco     | [ 7 ] |
| 12 giugno 2022 | in carica      | Marco Garino                 | lista civica Un paese ci vuole insieme  | Sindaco     | [ 8 ] |